# رود واتاراز
رود واتاراز (به لاتین: Watarase River) یک رود در ژاپن است که در استان ایباراکی واقع شده‌است.